# Igort
Igort   (Càller, 26 de setembre de 1958), pseudònim d'Igor Tuveri, és un autor italià de còmics.
La seva carrera comença a Bolonya a finals de la dècada de 1960, col·laborant amb diverses revistes italianes, entre les quals Linus, Alter, Frigidaire, i estrangeres (Métal Hurlant, L'echo des Savanes, Vanity, The Face). A partir de la dècada de 1990 col·labora amb les editorials japoneses Kodansha, Brutus magazine House i Hon Hon do.
L'any 1994 exposa les seves obres a la Biennal de Venècia.
L'any 2000 funda l'editorial Coconino Press, que abandona l'any 2017; ho fa públic a través del seu compte de Facebook, tot dient que el motiu és que no pot desenvolupar el seu treball «sense ingerències, lliure i seré», com ho havia fet fins aleshores. El 2011 publica els Quaderns russos un reportatge il·lustrat sobre la periodista Anna Politkóvskaia. L'any 2013 protagonitza el documental Igort, el paisatge secret, del director Domenico Distilo.
A finals del 2014 anuncia la publicació de la seva obra Els quaderns japonesos, una autobiografia en còmic que explica els anys que l'autor va passar al Japó. Al desembre del mateix any es publica Nostalgia (Edicions Oblomov), un àlbum en el qual es mostra una primera visió del treball que es publicarà posteriorment.

## Obres principals
- That's all Folks. Granata Press, 1993
- Il letargo dei sentimenti. Granata Press, 1993
- Cartoon Aristocracy. Carbone, 1994
- Perfetti e invisibili. Skirà, 1996
- Yuri. Kodansha, 1996
- Brillo: i segreti del bosco antico. De Agostini, 1997 (CD ROM)
- Sinatra. Coconino Press, 2000
- City lights, Coconino Press, 2001
- Maccaroni Circus, Cut up 2001
- 5 è il Numero Perfetto. Coconino Press, 2002
- Il letargo dei Sentimenti. Coconino Press, 2002
- 5 Variations. John Belushi, 2002
- Brillo Croniche di Fafifurnia. Coconino Press, 2003
- Yuri, Asa Nisi masa. Coconino Press, 2003
- Fats Waller. Coconino Press, 2004
- Baobab 1. Coconino press, 2005
- Baobab 2. Coconino press, 2006
- Storyteller. Coconino Press, 2006
- Dimmi che non vuoi morire. Mondadori 2007[3]
- Casinò. Nocturne, 2007
- Baobab 3. Coconino press, 2008
- Quaderni ucraini. Mondadori, 2010[4][5][6]
- Parola di Chandler. Coconino Press, 2011
- Quaderni russi. Mondadori, 2011 / traducció al castellà de Regina López Muñoz Cuadernos rusos: la guerra olvidada del Cáucaso Salamandra, 2014[7]
- Quaderni ucraini, Coconino Press, 2014 / traducció al castellà de Julio Reija Cuadernos ucranianos: memorias de los tiempos de la URSS Sinsentido, 2011
- Nostalgia, Edizioni Oblomov, 2014
- Quaderni giapponesi, Coconino Press, 2015

## Premis i reconeixements
- 2012 Prix Région Centre al Bd Boum festival per Les cahiers russes, Futuropolis
- 2011 Premi especial a Napoli Comicon per Quaderni Ucraini
- 2007 Premi “Italia Criminale” a Treviso Comics, Fumetti in TV per Dimmi che non vuoi morire
- 2006 Premi Millor llibre de l'any a Napoli Comicon per Fats Waller
- 2005 Winner of " international event of the year award " in Festival di Treviso (fumetti in TV) per Fats Waller
- 2004 Premi Lo straniero al Negroamaro festival (Lecce)
- 2004 Premi "llibre jazz de l'any" per Fats Waller al jazz festival "Swing a Xirocourt"
- 2003 Premi Millor llibre de l'any al Frankfurt Bookfair per 5 is the perfect number[8]
- 2003 Premi Coccobill com a millor autor al Milano comics festival Cartoomics
- 2003 Premi especial A.N.A.F.I. (Associazione Nazionale Amici Fumetto Italiano)
- 2003 Gran Premi Romics per 5 è il numero perfetto al Romics comic festival (Roma)[9]
- 2002 Premi "Pulcinella" a Napoli Comicon